# 托塔内斯
托塔内斯，是西班牙卡斯蒂利亚-拉曼恰托莱多省的一个市镇。总面积26平方公里，总人口381人（2001年），人口密度15人/平方公里。